# Programme nucléaire de l'Algérie

Drapeau de l'Algérie

Le programme nucléaire de l'Algérie est lancé en 1981 avec la coopération de l'Argentine, puis de la république populaire de Chine. L'Algérie nie depuis cette date développer un programme nucléaire militaire et signe le traité de non-prolifération nucléaire en 1995. Cependant, des sources comme le Centro Nacional de Inteligencia espagnol estiment en 1998 que « l'Algérie a l'intention de produire du plutonium à usage militaire, un matériau capable de fabriquer une arme nucléaire ».

## Histoire

### Réacteur nucléaire d'Aïn Oussara: Es Salam
En 1983, l'Armée nationale populaire signe un accord avec la république populaire de Chine pour la fourniture d’un réacteur nucléaire de 15 mégawatts thermiques, du nom de Es-Salam (« paix »), qui est construit en secret à la fin des années 1980 sur le site d'Aïn Oussera.
Peu après un article du Washington Times, des satellites de reconnaissance de l'US Air Force survolent le site d'Aïn Oussera,.. Le gouvernement algérien a admis la construction d’un réacteur, mais a nié toute accusation militaire. 
Utilisant l'eau lourde comme fluide modérateur, il se prêterait assez facilement à une utilisation militaire : il pourrait permettre, à partir d’uranium naturel, de produire en un an assez de plutonium de la qualité nécessaire pour une bombe.
En novembre 1991, cédant à la pression internationale, l'Algérie a placé le réacteur sous les garanties de l'AIEA. 

### Réacteur nucléaire de Draria: NUR
Parallèlement, en 1989, l'Algérie se dote d'un réacteur à eau légère (comprenant de l'uranium 235 hautement enrichi à 20 %) de fabrication argentine, nommé NUR (Nuclear Uranium Reactor) et d'une puissance d'un mégawatt thermique, par ailleurs surveillé par l'Agence internationale de l'énergie atomique (AIEA) et qui, selon elle, ne comporte pas de risque de prolifération. 

## Production d'électricité
En 2008, l’Algérie envisage de construire une centrale nucléaire pour produire de l'électricité, elle examine alors une coopération avec la France, les États-Unis et la Russie,. Jusqu'en 2022, aucune centrale nucléaire n'est encore prévue.

## Convention sur les armes de destruction massive
Le pays a signé le Traité de non-prolifération nucléaire en janvier 1995 et a ratifié la Convention sur les armes chimiques. 
En août 2001, l'Algérie a adhéré à la Convention sur les armes biologiques, et le 20 septembre 2017, c’est le Traité sur l'interdiction des armes nucléaires qui est signé par le gouvernement.